# Teatro Calderón de Alcoy
El Teatro Calderón es un teatro de Alcoy (Alicante) Comunidad Valenciana, inaugurado en 1902, situado en la plaza de España número 14, enfrente de la Casa consistorial de Alcoy.
Fue inaugurado el 2 de diciembre de 1902 como teatro del Círculo Católico de Obreros, con la puesta en escena de la zarzuela La tempestad. Meses más tarde el teatro pasó a llamarse Teatro Calderón. Tradicionalmente ha sido uno de los foros del arte, la cultura y el ocio de la ciudad de Alcoy. Construido por el Círculo Católico de Obreros, pasó a ser el principal teatro de la ciudad por sus mayores condiciones tanto en número de espectadores cómo en espacio escénico.
El Teatro Calderón ha tenido a lo largo de su historia dos remodelaciones de importancia. Una en el año 1944 como consecuencia directa del auge que cobró el cine, consistiendo en la elevación del techo, la supresión de los caballetes, sustitución de toda la instalación eléctrica, incorporación de un sistema de calefacción por aire caliente, ampliación del patio de butacas y sustitución de los asientos, mejoras en el vestíbulo, en el salón de fumar y una nueva decoración integra. 
La otra gran remodelación es la realizada en los últimos años por el Ayuntamiento de Alcoy, nuevo propietario y promotor del teatro y su programación, e inaugurada en marzo de 2007, con todas las comodidades y servicios de un teatro del siglo XXI, con setecientas cincuenta butacas de aforo, un gran escenario y un foso para ochenta músicos, además de la tecnología actual.